# Hvis Lyset Tar Oss
Hvis Lyset Tar Oss – trzeci album projektu Burzum, wydany w kwietniu 1994.

## Okoliczności powstania
Utwory znajdujące się na albumie powstały, podobnie jak wszystkie inne kompozycje z pierwszych czterech albumów Burzum, w czasie od stycznia 1991 do marca 1992. Zostały zarejestrowane w studiu Grieghallen we wrześniu 1992, a ich producentem był Pytten.

## Muzyka
Na Hvis Lyset Tar Oss znalazły się tylko cztery kompozycje – najmniej w dziejach płyt sygnowanych przez Burzum. Varg zrezygnował tu definitywnie z typowego black metalu, łącząc go z brzmieniem instrumentów klawiszowych i nadając swojej muzyce bardziej melancholijną barwę. Ostatnia zawarta tu kompozycja, Tomhet (Pustka) była pierwszym w dziejach Burzum tak długim utworem nagranym wyłącznie na instrumentach klawiszowych i niejako zwiastowała powstanie takich płyt jak Dauði Baldrs i Hliðskjálf.

## Koncepcja
Hvis Lyset Tar Oss było pierwszym concept albumem nagranym przez Burzum. Przesłanie płyty Varg tłumaczył następująco:
(opowiada) on o tym, co było kiedyś, zanim pochwyciło nas światło i udaliśmy się do pałacu snów. Ku pustce. Można to ująć tak: strzeżcie się chrześcijańskiego światła, zabierze was ono ku degeneracji i pustce. To, co inni nazywają światłem, ja nazywam ciemnością. Przypatrzcie się mrokowi i piekłu, a dostrzeżcie tam zmiany

## Lista utworów
Opracowano na podstawie materiału źródłowego.
| Nr | Tytuł utworu                | Długość |
| -- | --------------------------- | ------- |
| 1. | „Det som en gang var”       | 14:21   |
| 2. | „Hvis lyset tar oss”        | 8:05    |
| 3. | „Inn i slottet fra drømmen” | 7:52    |
| 4. | „Tomhet”                    | 14:12   |
|    |                             | 44:30   |

W promocyjnej wersji tej płyty, rozesłanej do prasy, w miejscu utworu Tomhet znajdowała się kompozycja „Et hvitt lys over skogen”, która jednak nie znalazła się na finałowej wersji Hvis Lyset Tar Oss, a swoją premierę miała dopiero na kompilacji Presumed Guilty, wydanej w 1998.

## Okładka

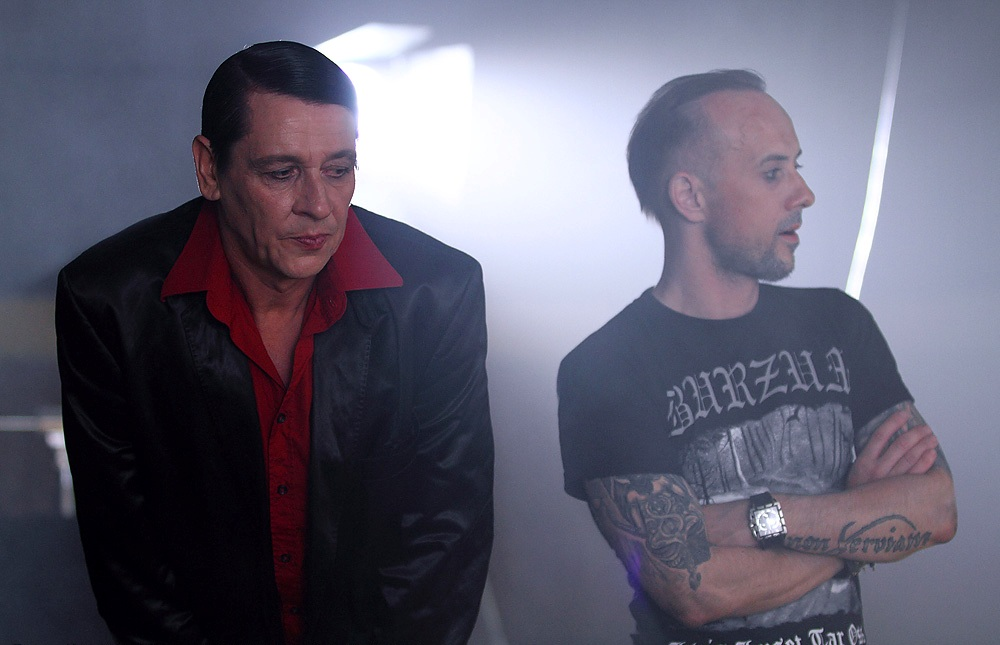
Adam Nergal Darski (z prawej) w koszulce promującej płytę

Vikernes po raz pierwszy wykorzystał na tej płycie grafiki Theodora Kittelsena. Na okładce znalazł się jego rysunek zatytułowany Fattigmannen. W dołączonej do płyty książeczce zamieszczona została dedykacja dla dwóch norweskich muzyków – Demonaza z zespołu Immortal i Fenriza z zespołu Darkthrone.

## Twórcy
Autorem wszystkich kompozycji jest Varg Vikernes. Opracowano na podstawie materiału źródłowego.
- Varg Vikernes (Count Grishnackh) – śpiew, gitara, gitara basowa, perkusja, instrumenty klawiszowe, produkcja
- Eirik Hundvin (Pytten) – produkcja, realizacja